# Vasilij Fёdorovič Fёdorov
Vasilij Fёdorovič Fёdorov (1891 – 1971) è stato un regista cinematografico sovietico.

## Filmografia (parziale)

### Regista
- Mёrtvyj dom (1932)[1][2]
- Konec polustanka